# Pionus reichenowi
Pionus reichenowi es una especie de ave que integra el género Pionus. Este loro habita en zonas selváticas del nordeste de Sudamérica.

## Distribución
Este taxón es endémico de una franja costera de selvas serranas con mata atlántica en el este del Brasil, donde se distribuye de norte a sur en los estados de: Pernambuco, Alagoas, Sergipe, Minas Gerais, Bahía y Espírito Santo. 

## Taxonomía
Este taxón fue descrito originalmente en el año 1884 por el ornitólogo alemán Ferdinand Heine.
Durante décadas fue tratado como formando una subespecie de la especie P. menstruus, es decir, Pionus menstruus reichenowi. Para mediados del año 2014 se lo considera una especie plena, bajo un concepto más amplio que el de la especie biológica, tal como es el de especie filogenética.

## Características y costumbres
Posee una longitud de 26 cm. Está separada de otras poblaciones emparentadas de P. menstruus por áreas sin la presencia de algunas de ellas. De P. menstruus se la reconoce por presentar un azul más extendido por las plumas verdes del pecho, el pico es de color cuerno y no rojizo, no posee plumas rojas en el pecho y las cobertoras subcaudales tienen puntas azules, no verdes.
Habita en el dosel arbóreo, en pequeñas bandadas, las que son mayores fuera de la temporada de cría. Se alimenta de frutas, bayas, semillas y flores. Nidifica en huecos de árboles, donde coloca de 3 a 4 huevos blancos.

## Estado de conservación
En la Lista Roja elaborada por la Unión Internacional para la Conservación de la Naturaleza (UICN) este taxón es categorizado como “bajo preocupación menor”.